# Ecogine
Ecogine.org (de la contraction "Ecological Search Engine") est un métamoteur de recherche français fondé en 2008, qui finance des associations agissant pour l'environnement grâce aux revenus de la publicité venant de Google,,.

## Historique
L'association est fondée le 9 avril 2008, à l'école d'ingénieurs Polytech Nantes, par trois étudiants : Jean-Baptiste Demolder, Sébastien Morel et Alexandre Feugère,[source insuffisante].

## Fonctionnement
Ecogine est un moteur de recherche dont la totalité des bénéfices est reversée à des associations qui agissent pour des missions environnementales,. C'est une association loi de 1901.
Les bénéfices du moteur de recherche sont reversés à des associations en faveur de l'environnement, choisies par les utilisateurs.

## Association
L'association Ecogine.org est fondée par trois étudiants de Polytech'Nantes, l'école polytechnique de l'Université de Nantes, en avril 2008.